# So Far So Good
| Recensione                    | Giudizio     |
| ----------------------------- | ------------ |
| AllMusic                      | [ 22 ]       |
| Entertainment Weekly          | B            |
| The Rolling Stone Album Guide | [ 24 ]       |
| Sputnikmusic                  | (eccellente) |
| Amazon.com                    | [ 26 ]       |

So Far So Good  è il primo greatest hits del cantante canadese Bryan Adams, pubblicato il 2 novembre 1993 dalla A&M Records.
Il titolo significa fin qui tutto bene, la raccolta vende oltre 15 milioni di copie nel mondo.
L'album contiene brani dal 1983 (anno di uscita di Cuts Like a Knife) al 1991 (anno di uscita di Waking Up the Neighbours), e un nuovo singolo, "Please Forgive Me". In origine, la canzone So Far So Good avrebbe dovuto essere inclusa nell'album in modo che il disco cominciasse e finisse con una nuova canzone, ma fu esclusa. La canzone è stata inclusa nel disco due di Anthology.
L'unica canzone dell'album che non è mai stata pubblicata come singolo è Kids Wanna Rock del 1984 di Reckless, che ha sostituito One Night Love Affair, tratto dallo stesso album. Anche se quest'ultima era stata pubblicata come singolo nel 1985, entrando in classifica in Canada e in Giappone, Kids Wanna Rock si è rivelato essere un popolare punto fermo dal vivo nei tour mondiali di Adams. In realtà, diverse registrazioni dal vivo di Kids Wanna Rock furono inserite come B-sides tra il 1984 e il 1992. Altri singoli importanti esclusi sono Hearts on Fire e Victim of Love del 1987, il discreto successo Thought I'd Died and Gone to Heaven del 1991, e il singolo US del 1992 Touch the Hand. Le prime versioni dell'album uscirono con un adesivo nero circolare sul jewelcase, a coprire la ruota, con il testo "The Best of Bryan Adams" in lettere rosse. Inoltre, la copertina dell'album era disponibile in diversi colori, dal verde scuro, al marrone chiaro e all'arancione brillante. L'album è stato riconfezionato più volte, in alcune versioni sono inclusi i singoli All for Love del 1994 o Have You Ever Really Loved a Woman? del 1995.
L'album ha venduto in Italia oltre 700.000 copie; nel 1994, sono oltre 1.700.000 le copie vendute nella regione del Sud-est asiatico.

## Tracce
1. Summer of '69 (da Reckless, 1984) – 3:35
2. Straight from the Heart (da Cuts Like a Knife, 1983) – 3:30
3. It's Only Love (da Reckless, 1984) – 3:15
4. Can't Stop This Thing We Started (da Waking Up the Neighbours, 1991) – 4:29
5. Do I Have to Say the Words? (da Waking Up the Neighbours, 1991) – 6:11
6. This Time (da Cuts Like a Knife, 1983) – 3:18
7. Run to You (da Reckless, 1984) – 3:54
8. Heaven (da Reckless, 1984) – 4:03
9. Cuts Like a Knife (da Cuts Like a Knife, 1983) – 5:16
10. (Everything I Do) I Do It for You (da Waking Up the Neighbours, 1991) – 6:34
11. Somebody (da Reckless, 1984) – 4:44
12. Kids Wanna Rock (da Reckless, 1984) – 2:36
13. Heat of the Night (da Into the Fire, 1987) – 4:43
14. Please Forgive Me (Inedita) – 5:56

## So Far So Good (And More)
In seguito all'uscita della raccolta è stata pubblicata nel 1994 una VHS che contiene 18 video musicali del cantautore che porta lo stesso nome della raccolta ma con un nome parzialmente modificato So Far So Good (And More), contenente non solo i video musicali relativi al disco ma anche alcuni video di singoli che non vi erano inclusi.

### Tracce
1. Can't Stop This Thing We Started
2. Cuts Like a Knife
3. Please Forgive Me
4. It's Only Love
5. Into The Fire
6. Heat of the Night
7. Heaven
8. Somebody
9. (Everything I Do) I Do It for You
10. Diana
11. When The Night Comes
12. I Fought the Law (Sonny Curtis cover Live At Rock Werchter, Belgium/1988)
13. Straight from the Heart
14. Run to You
15. C'mon Everybody (Eddie Cochran cover live at Cardiff Arms Park, Waking Up the World Tour)
16. Summer of '69
17. Do I Have to Say the Words?
18. All for Love

## So Far So Good Tour
È il tour musicale a supporto del greatest hits del cantante canadese Bryan Adams, pubblicato nel 1993. Dal 1991 al 1994 Adams è costantemente in Tour; dopo il  Waking Up the World Tour con data conclusiva a Singapore, prende il via da Kuala Lumpur in Malaysia, per poi proseguire per 110 date. Il tour fa tappa in diverse nazioni, dal Bahrein all'Australia, dal Giappone al Sudafrica per poi toccare diverse nazioni in Europa, per la prima volta svolge 3 date in Vietnam, il tour si conclude negli Stati Uniti.In Italia il tour arriva per 9 date dal 13 al 26 aprile 1994: Bolzano, Milano, Torino, Treviso, Bologna, Firenze, Roma, Napoli e Acireale. In 9 date del So Far So Good Tour negli Stati Uniti, Adams divide il palco con i Rolling Stones.

## Classifiche

### Classifiche settimanali
| Classifica (1993/94)       | Posizione massima |
| -------------------------- | ----------------- |
| Argentina                  | 2                 |
| Australia                  | 1                 |
| Austria                    | 1                 |
| Belgio (Fiandre)           | 1                 |
| Canada                     | 2                 |
| Danimarca                  | 1                 |
| Europa                     | 1                 |
| Finlandia                  | 1                 |
| Francia                    | 5                 |
| Germania                   | 1                 |
| Irlanda                    | 1                 |
| Italia                     | 1                 |
| Norvegia                   | 1                 |
| Nuova Zelanda              | 1                 |
| Paesi Bassi                | 1                 |
| Portogallo                 | 2                 |
| Regno Unito                | 1                 |
| Regno Unito (physical)     | 6                 |
| Regno Unito (rock & metal) | 8                 |
| Scozia                     | 18                |
| Spagna                     | 3                 |
| Stati Uniti                | 6                 |
| Sudafrica                  | 1                 |
| Svezia                     | 1                 |
| Svizzera                   | 1                 |
| Ungheria                   | 9                 |

### Classifiche di fine anno
| Classifica (1993) | Posizione |
| ----------------- | --------- |
| Australia         | 6         |
| Canada            | 44        |
| Francia           | 92        |
| Germania          | 90        |
| Nuova Zelanda     | 20        |
| Paesi Bassi       | 88        |
| Regno Unito       | 8         |
| Classifica (1994) | Posizione |
| Australia         | 2         |
| Austria           | 3         |
| Canada            | 15        |
| Germania          | 2         |
| Italia            | 3         |
| Nuova Zelanda     | 14        |
| Paesi Bassi       | 16        |
| Regno Unito       | 16        |
| Spagna            | 16        |
| Stati Uniti       | 17        |
| Svizzera          | 2         |
| Classifica (1995) | Posizione |
| Belgio (Fiandre)  | 50        |

### Classifiche di fine decennio
| Classifica (1990–1999) | Posizione |
| ---------------------- | --------- |
| Austria                | 46        |

### Classifiche VHS
| Classifica (1994)         | Posizione massima |
| ------------------------- | ----------------- |
| Regno Unito (Video Chart) | 3                 |
| Regno Unito (Music Video) | 1                 |